# Gabinete Dufaure V
O Gabinete Dufaure V foi o ministério formado por Jules Dufaure em 13 de dezembro de 1877 e dissolvido em 30 de janeiro de 1879. Foi o 12º gabinete da Terceira República Francesa, sendo antecedido pelo Gabinete Rochebouët e sucedido pelo Gabinete Waddington.

## Contexto
O quinto e último governo de Jules Dufaure ocorreu entre a crise de maio de 1877, com a submissão do Presidente Patrice de Mac-Mahon aos resultados das eleições legislativas de outubro, e janeiro de 1879, quando sofreu um voto de desconfiança. Sem nenhum apoio real e seguindo o conselho de Dufaure, Mac-Mahon renunciou em 30 de janeiro de 1879, levando a um debate parlamentar sobre seu substituto. Jules Grévy foi então eleito pelos republicanos para a Presidência da República francesa, formando um novo governo sob William Waddington.

## Composição

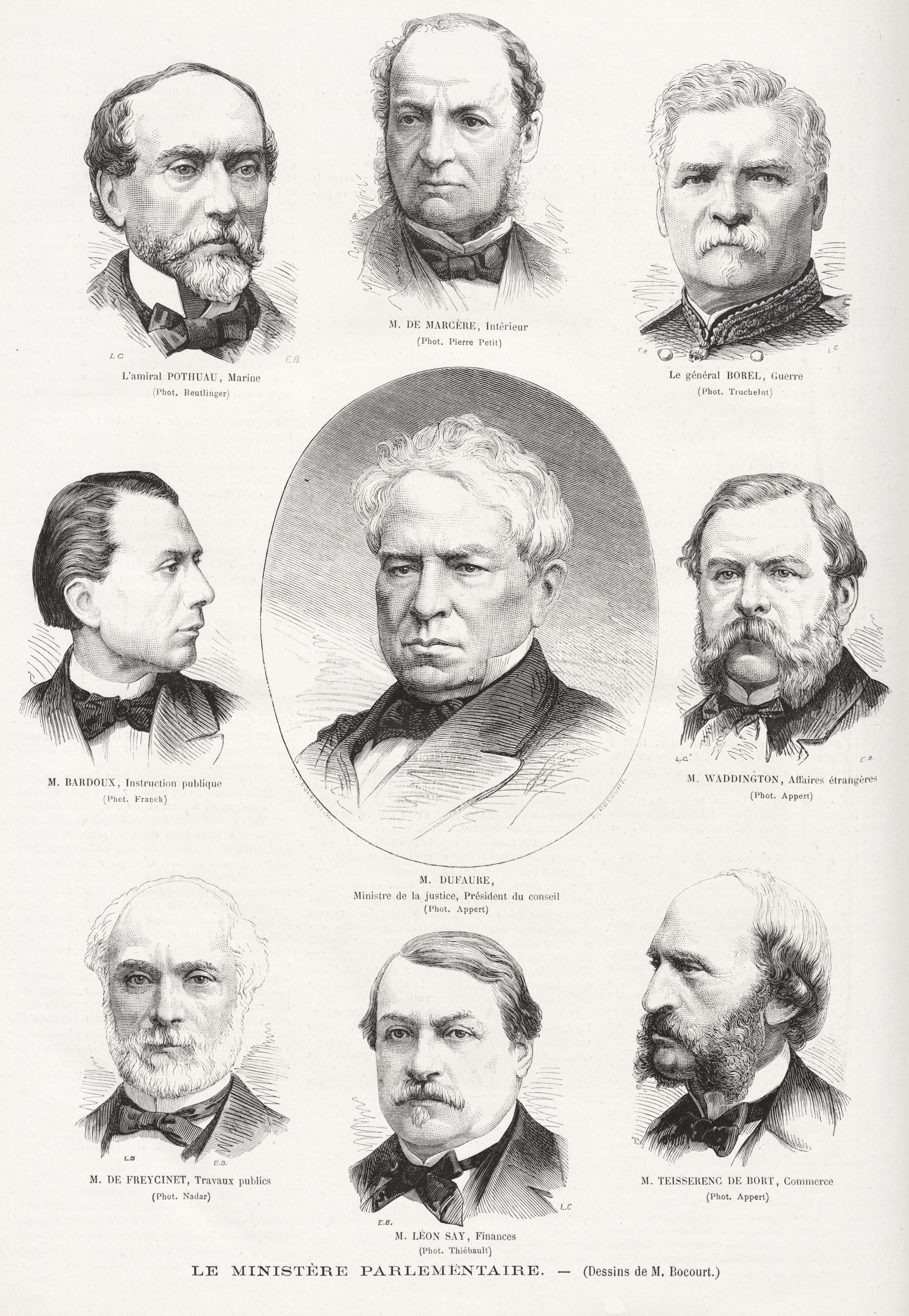
O 5º Gabinete Dufaure em ilustração de 1877.

- Presidente da República: Patrice de Mac-Mahon
- Presidente do Conselho de Ministros: Jules Dufaure
- Ministro dos Estrangeiros: William Waddington
- Ministro da Justiça: Jules Dufaure
- Ministro do Interior: Émile de Marcère
- Ministro da Guerra: Jean-Louis Borel (1877-1878); Henri Gresley (1878-1879)
- Ministro das Finanças: Léon Say
- Ministro da Marinha e das Colônias: Louis Pothuau
- Ministro da Instrução Pública, Belas Artes e Cultos: Agénor Bardoux
- Ministro das Obras Públicas: Charles de Freycinet
- Ministro da Agricultura e do Comércio: Pierre Teisserenc de Bort

## Realizações
- Adoção do “Plano Freycinet”, um programa de obras públicas voltado para a construção de ferrovias, canais e instalações portuárias.[2]
- Novo expurgo do serviço público (revolução dos empregos), demitindo da administração, do Exército e do judiciário os seus membros mais conservadores.[3]